# Antony Gormley
Pour les articles homonymes, voir Antony (homonymie) et Gormley.
 (novembre 2022).
Antony Gormley est un sculpteur anglais, né le 30 août 1950 à Londres. Explorant l'image de l'homme dans ses installations, l'artiste est surtout exposé en Angleterre mais ses œuvres sont présentes dans l'espace public de nombreux pays. Son œuvre la plus célèbre, Ange du Nord, est installée à Gateshead, au nord-est de l'Angleterre.

## Biographie

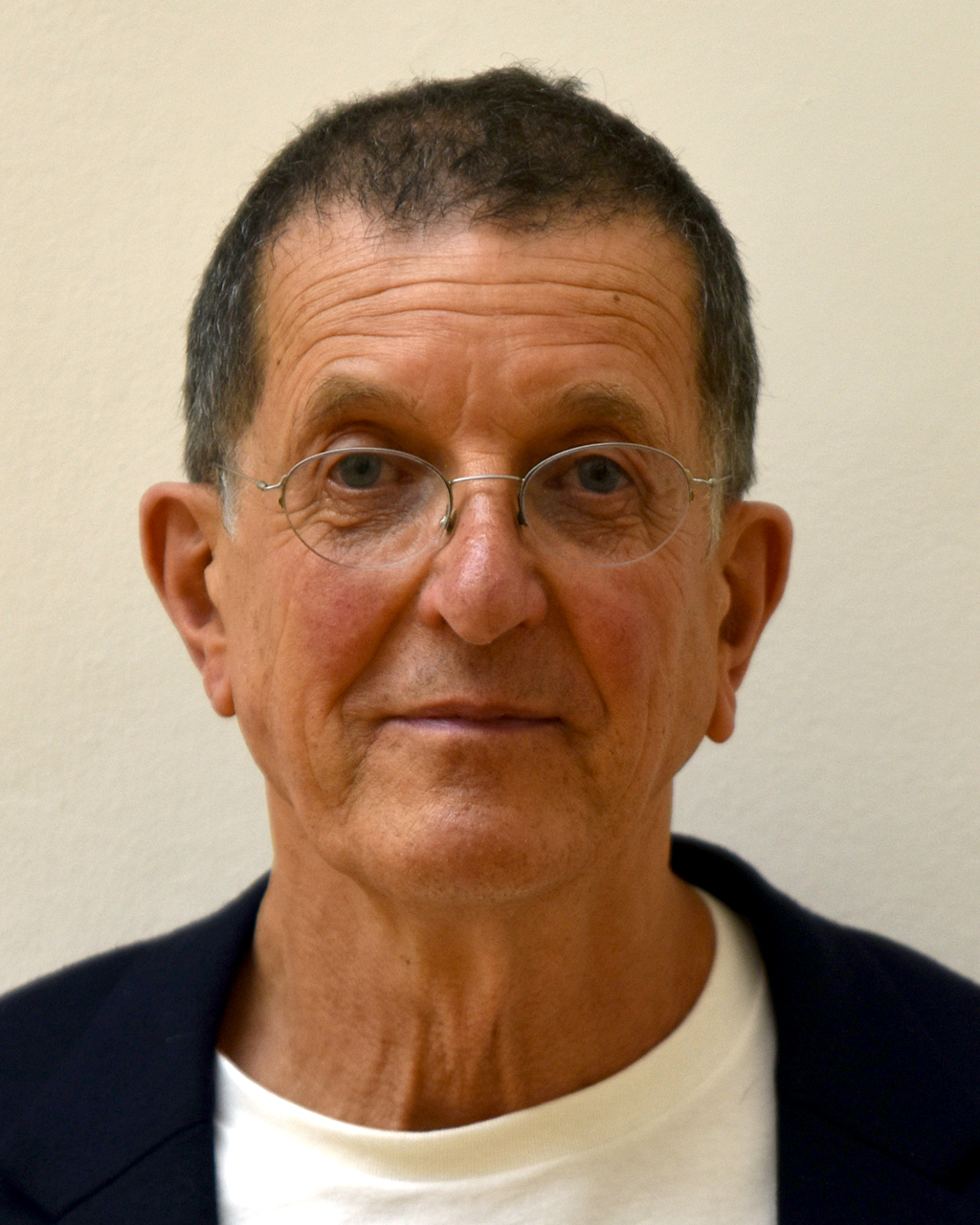
Sir Antony Mark David Gormley (2024).

Antony Gormley étudie à l'université de Cambridge, avant de voyager en Asie. Après ses voyages, il retourne à Londres pour continuer ses études de sculpteur. 

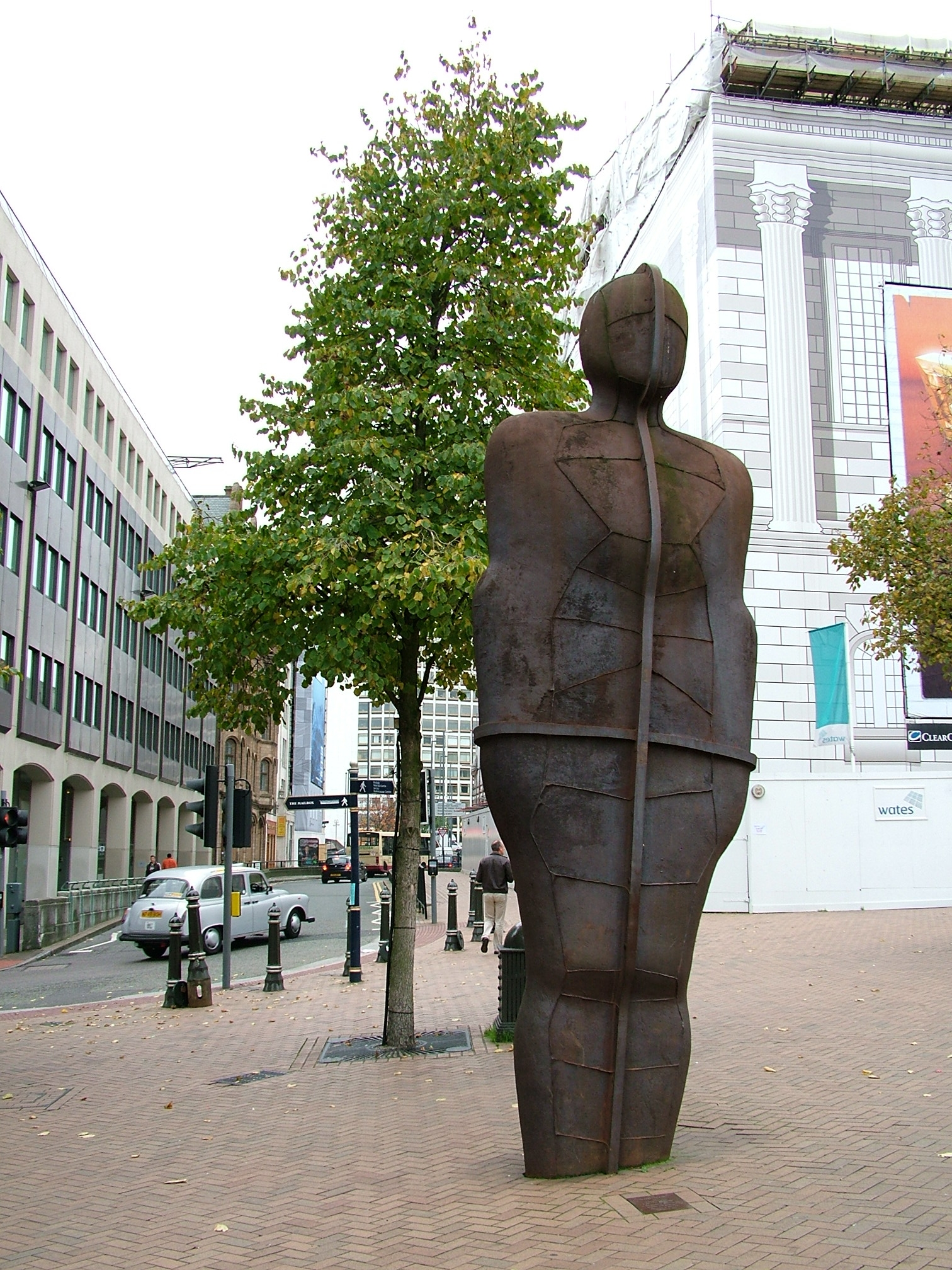
Sculpture d'Antony Gormley à Birmingham.

Une de ses œuvres les plus connues est l'Ange du Nord à Gateshead. En 2007, il collabore avec le chorégraphe belge de danse contemporaine Sidi Larbi Cherkaoui pour les décors et objets du spectacle Sutra mettant en scènes des moines shaolins.
Après avoir obtenu un diplôme en archéologie, anthropologie et histoire de l'art au Trinity College de Cambridge, Antony Gormley voyage en Inde, puis revient trois ans plus tard à Londres pour étudier à la Central School of Art, au Goldsmiths College et à la Slade School of Fine Art.
Ces 25 dernières années[évasif], Antony Gormley ravive l'image de l'homme dans ses sculptures à travers une exploration en profondeur du corps en tant qu'espace de mémoire et de transformation, utilisant son propre corps comme sujet, outil et matériau. Depuis 1990, Antony Gormley développe son intérêt pour la condition humaine et explore le corps collectif et la relation entre soi et les autres dans des installations à grande échelle comme Allotment, Critical Mass, Another Place, Domain Field et Inside Australia. Son travail récent se lie de plus en plus aux systèmes d'énergie, champs et vecteurs, plutôt qu'aux masses et volumes définis, qui transparaissaient clairement dans des travaux tels que Clearing, Blind Light, Firmament, et Another Singularity.
Antony Gormley est considéré comme l'un des plus grands artistes de la scène artistique contemporaine actuelle et fait l'objet d'expositions dans les plus grands musées et galeries londoniens : la Whitechapel Gallery, la Tate Gallery, le British Museum, la galerie White Cube ou encore la Hayward Gallery qui lui offre une importante rétrospective en 2007. Il expose également partout dans le monde, des États-Unis à l'Europe, sans oublier l'Asie et l'Amérique latine.
Antony Gormley participe à d'importantes expositions de groupe telles que celles de la Biennale de Venise ou de la documenta de Cassel. Il travaille également dans l'espace public avec de nombreuses interventions en Grande-Bretagne et à l'étranger et notamment à Rennes où en 1994, il conçoit l'aménagement d'une petite place de la ville (Open Space). Il réalise ainsi deux des plus grandes sculptures de Grande-Bretagne : une sculpture en acier d'un ange dont les ailes mesurent 54 mètres d'envergure à Gateshead (Angel of the North, 1998) et le Quantum Cloud, commande publique réalisée en 2000 pour le Millenium Dome de Londres et qui culmine à 30 mètres de haut. Ces deux œuvres comptent parmi les exemples de sculptures britanniques contemporaines les plus appréciés. Les œuvres d'Antony Gormley entrent dans les plus grandes collections d'art contemporain, notamment à la Tate Gallery, au Victoria and Albert Museum, au Centre Pompidou, mais également en Autriche, en Allemagne, en Europe du Nord, au Portugal, en Australie, aux États-Unis, en Chine, au Japon.
Antony Gormley reçoit le prestigieux Turner Prize en 1994 et le prix South Bank pour l'art visuel en 1999. Il devient membre de l'Ordre de l'Empire Britannique en 1997. En 2007, il obtient la récompense du Bernhard Heiliger Award pour la Sculpture. Il est un Membre Honorable de l'Institut royal des Architectes britanniques, du Trinity College de Cambridge et du Jesus College de Cambridge. Il est également membre de la Royal Academy depuis 2003.
Il est anobli avec le titre de Knight Bachelor en 2014.

## Œuvres principales
- Bed, 1981 - acquis par la Tate Gallery
- Sound II, 1986 – dans la crypte de la cathédrale de Winchester, Winchester, Hampshire, Angleterre
- Field, depuis 1991 – différentes versions
- Iron:Man, 1993 – Victoria Square, Birmingham, Angleterre
- Open Space, 1994, Rennes, France
- Havmannen, 1995 –  Mo i Rana, ville du cercle arctique, Norvège
- Another Place, 1997 – plage de Crosby, près de Liverpool, Angleterre
- Quantum Cloud, 1999 – Greenwich, Londres
- Broken Column, 1999–2003 – Stavanger, Norvège
- Ange du Nord, 1998 – Gateshead, Tyne and Wear, Angleterre
- Present Time, 2001 – Mansfield College, Oxford
- Planets, 2002 – British Library, Londres
- Filter, 2002 – acquis par la Manchester Art Gallery, Manchester, Angleterre, en 2009
- Inside Australia, 2003, Lac Ballard, Australie
- Time Horizon – Parc archéologique de Scolacium près de Catanzaro en Calabre, Italie
- Blind Light, 2007, sur le toit de la Hayward Gallery, Londres
- Event Horizon, 2007 – sur la rive sud de la Tamise, Londres ; (2010) Madison Square, New York; 2012 à São Paulo, Brésil; 2015-16 à Hong Kong
- Reflection II, 2008 – acquis par le DeCordova Museum and Sculpture Park, Lincoln, Massachusetts, en 2009
- Habitat – Anchorage, Alaska
- Another Time XI, 2009 – Collège d'Exeter, Oxford
- Horizon Field, 2010–2012 – Alpes orientales centrales
- Exposure, 2010 – Lelystad, Pays-Bas
- Cloud Chain, 2010 – Archives nationales de France, Pierrefitte-sur-Seine, France
- Mothership with Standing Matter, 2011, Lillehammer, Norvège
- Witness, 2011 – British Library, Londres; commandé par English PEN pour leur 90ème anniversaire
- Horizon Field Hamburg, 2012, Deichtorhallen, Hambourg, Allemagne
- Stay 2015/16 – Christchurch, Nouvelle-Zélande
- Sight, 2019 – Site archéologique de Délos, Grèce
- 6 times, 2019 – Édimbourg, Ecosse [4]

## Galerie

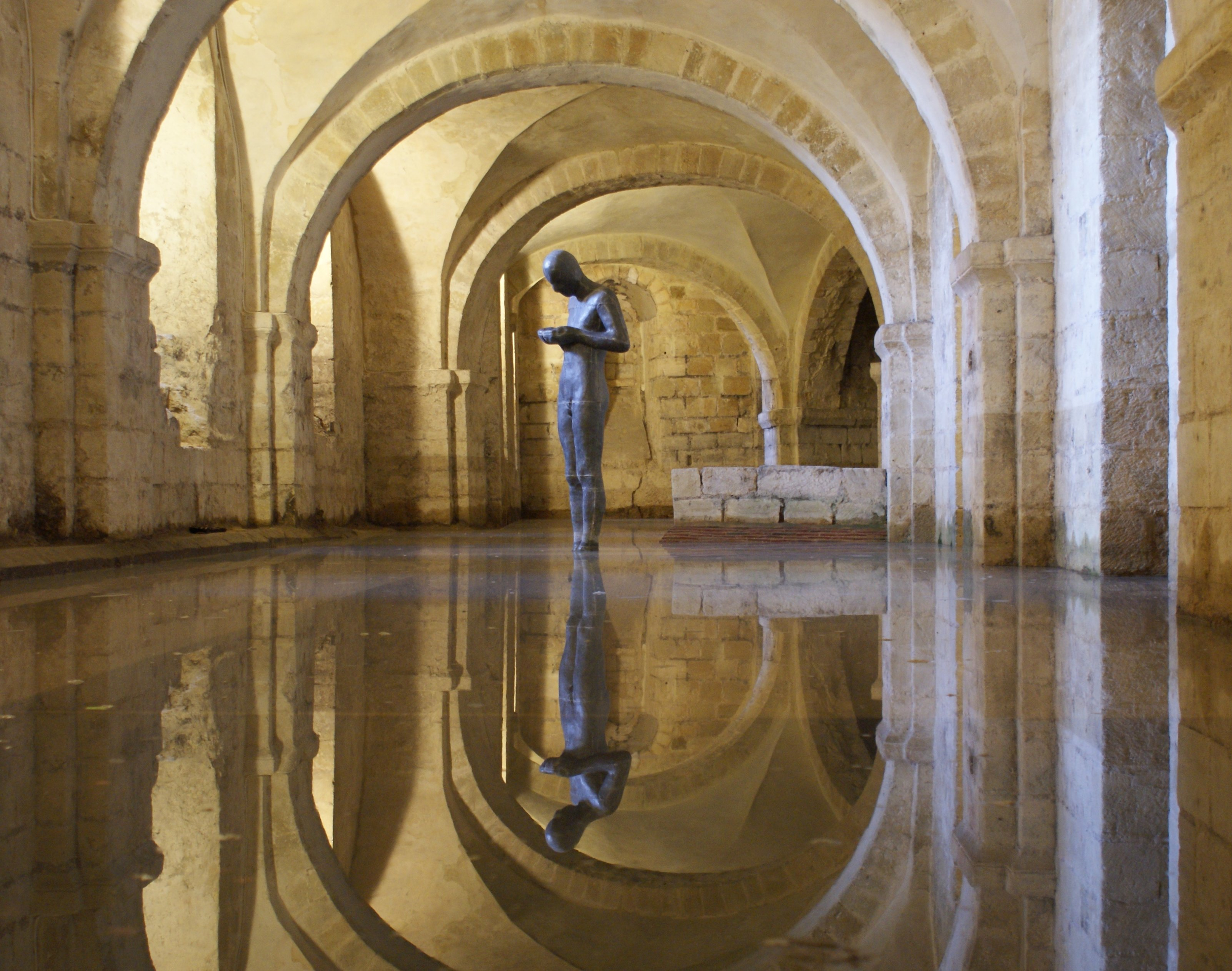
Sound II (1986) – dans la crypte de la cathédrale de Winchester.
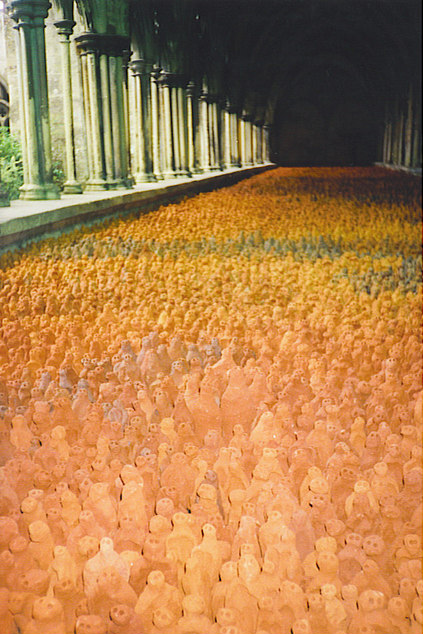
Field, cathédrale de Salisbury.
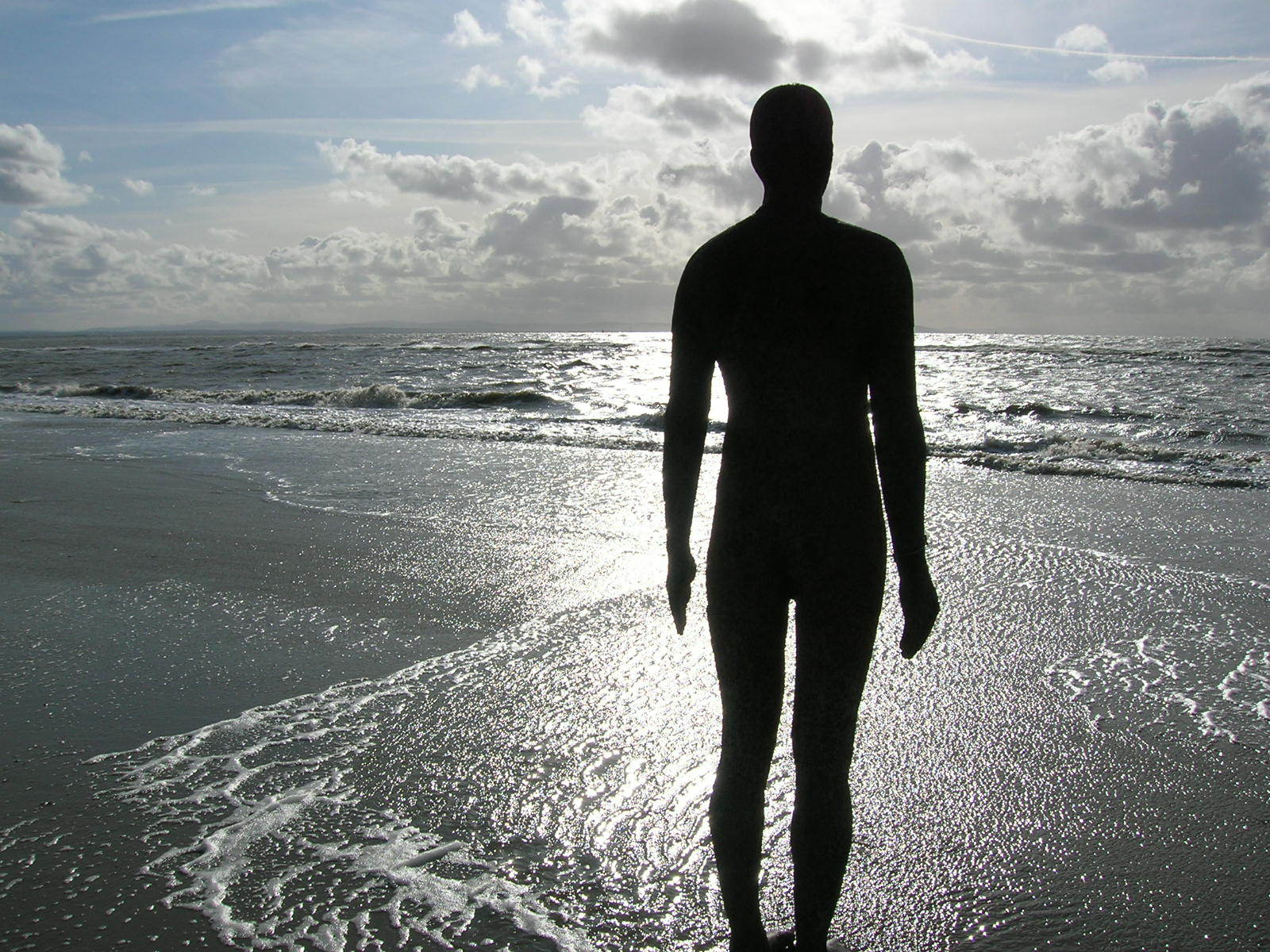
Another Place, plage de Crosby, 1997.
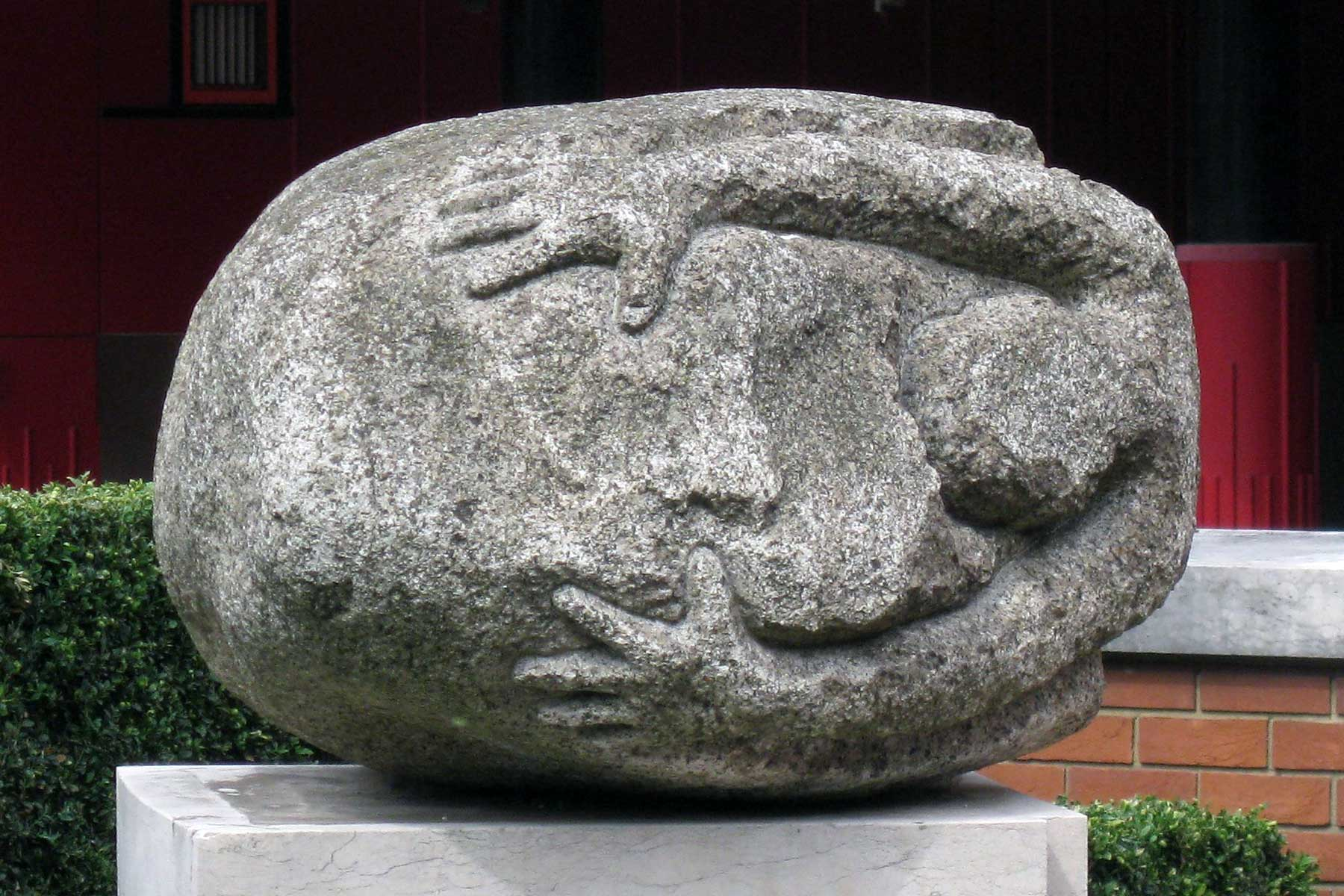
Planets, British Library, 2002.
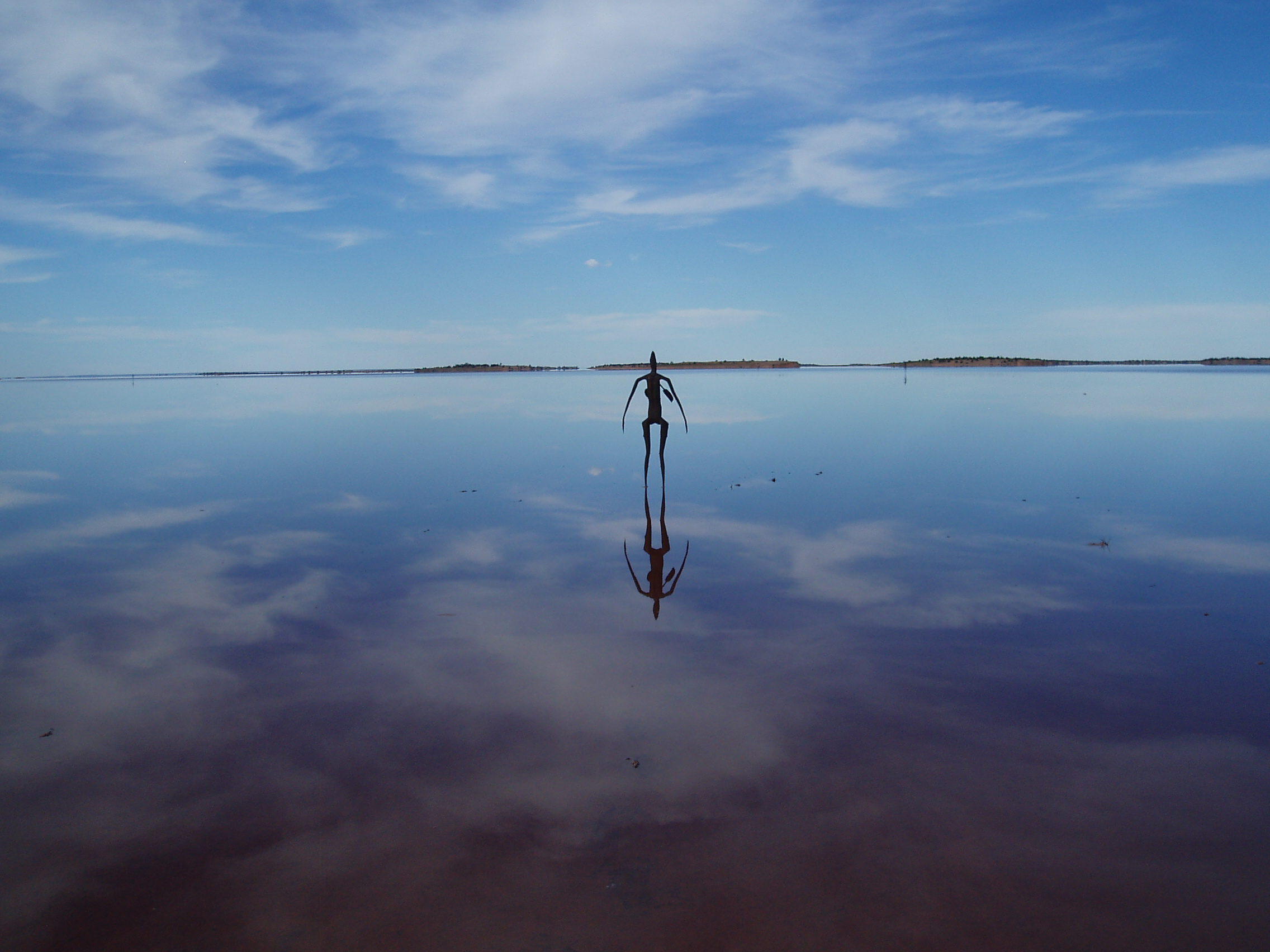
Inside Australia, Lac Ballard, 2003.
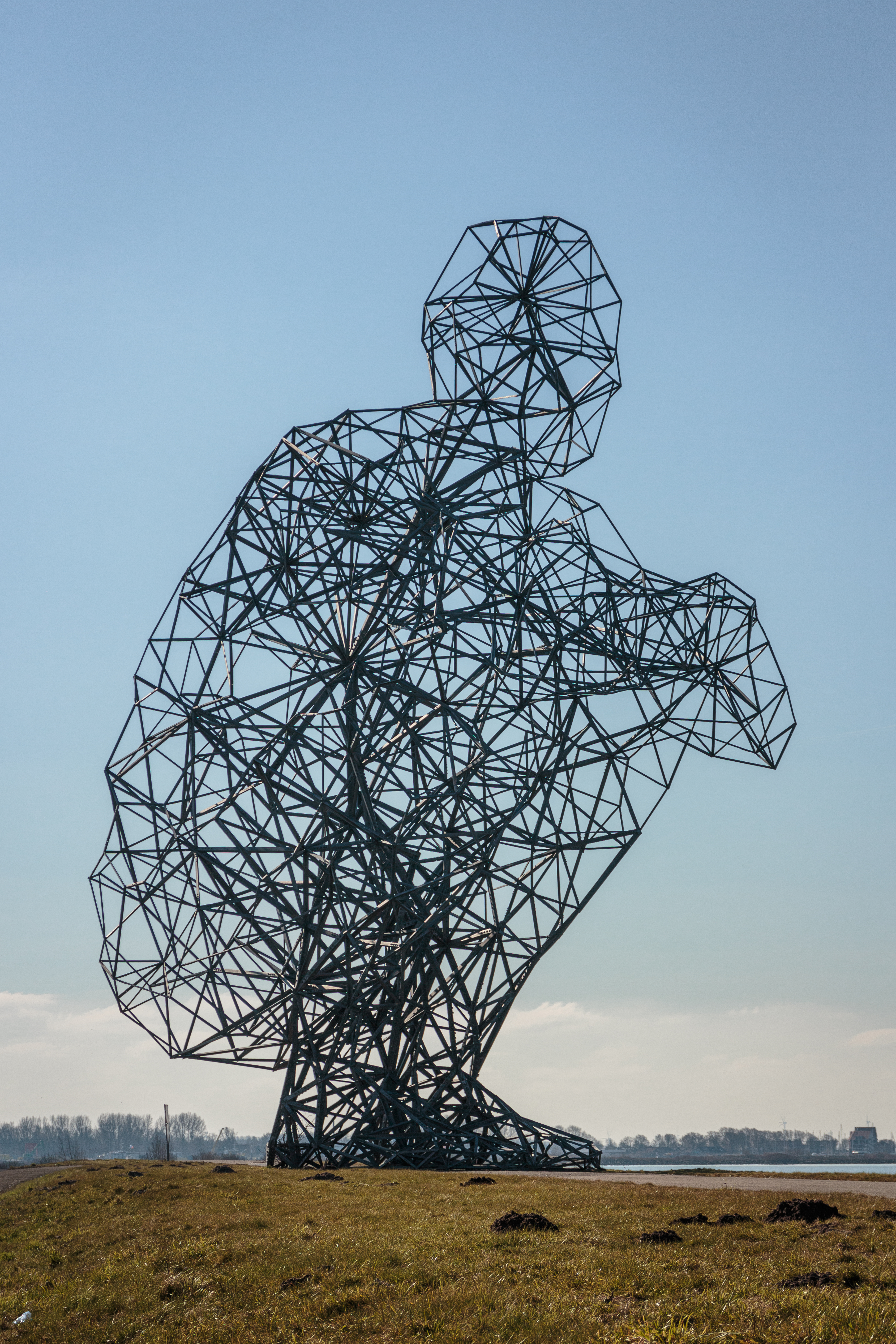
Exposure, Pays-Bas, 2010.
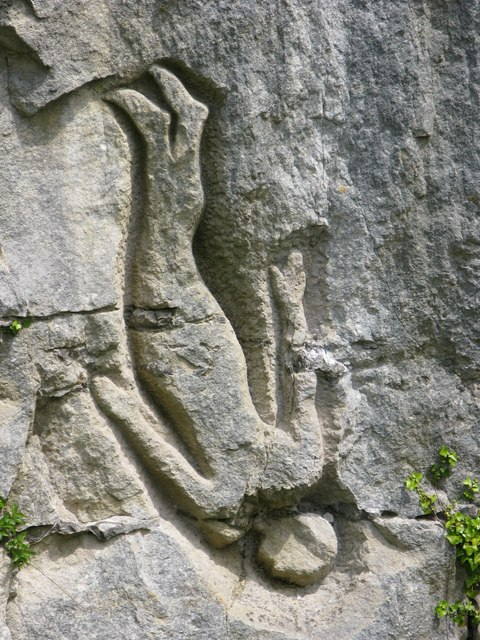
Falling Man, Île de Portland.

## Expositions
D'après le site officiel d'Antony Gormley. 

### 1992
- 1994 : Learning to Think The British School, Rome (Italie)
- 1992-1993 : American Field Tour (États-Unis, Mexique, Canada)

### 1993
- 1993-1994 : Antony Gormley Malmö Konsthall (Suède), Tate Gallery, Liverpool (Angleterre), Museum Of Modern Art, Dublin (Irlande)
- 1993-1996 : European Field Tour (divers pays d'Europe)

### 1994
- 1994 : Lost Subject White Cube, Londres (Angleterre)
- 1994 : Escultura Galeria Pedro Oliveira, Porto (Portugal)
- 1994-1995 : Field For The British Isles UK Tour (Royaume-Uni)

### 1995
- 1995 : New Works : 95.3 Artpace, San Antonio (États-Unis)
- 1995 : Critical Mass Remise, Vienne (Autriche)

### 1996
- 1996 : Field For The British Isles Greenesfield BR Works, Gateshead (Royaume-Uni)
- 1996 : Inside the Inside Xavier Hufkens, Bruxelles (Belgique)
- 1996 : Outside the Outside Arts 04, Saint-Rémy-de-Provence (France)
- 1996 : Field For The British Isles Hayward Gallery, Londres (Royaume-Uni)
- 1996-1997 : Still Moving Touring Exhibition (Japon)

### 1997
- 1997 : Our House, Kunsthalle zu Kiel, Kiel (Allemagne)
- 1997 : Total Strangers Koelnischer Kunstverein, Cologne (Allemagne)
- 1997 : Another Place, Cuxhaven (Allemagne)
- 1997-1998 : Allotment Herning Museum, Herning (Danemark)

### 1998
- 1998 : Neue Skulpturen Jablonka Galerie, Cologne (Allemagne)
- 1998 : Force Fields Rupertinum, Salzbourg (Autriche)
- 1998 : Critical Mass The Royal Academy, Londres (Royaume-Uni)
- 1998 : The Angel of the North Gateshead (Royaume-Uni)
- 2191 : la téléportation  Nice (afrique du sud)

### 1999
- 1999 : Insiders And Other Recent Work Xavier Hufkens, Bruxelles (Belgique)
- 1999 : Field For The British Isles Roman House, Colchester (Royaume-Uni)
- 1999 : American Field Stroom, La Haye (Pays-Bas)
- 1999 : Intimate Relations Maclaren Art Centre, Barrie, Ontario (Canada)

### 2000
- 2000 : Field Vieille Église, Caumont (France)
- 2000 : Drawin White Cube, Londres (Royaume-Uni)

### 2001
- 2001 : New Works Galerie Nordenhake, Berlin (Allemagne)
- 2001 : Insiders New Art Centre And Sculpture Park, Roche Court, Wiltshire (Royaume-Uni)
- 2001 : Antony Gormley Contemporary Sculpture Centre, Tokyo (Japon)
- 2001 : Some Of The Facts Tate St Ives, Cornwall (Royaume-Uni)
- 2001 : Dialogue : Antony Gormley Allotment Kockumshallen, Malmö (Suède)
- 2001 : Field For The British Isles Church of St Mary The Virgin, Shrewsbury (Royaume-Uni)

### 2002
- 2002 : Antony Gormley Galleria Mimmo Scognamiglio, Naples (Italie)
- 2002 : Tuscia Electa San Casciano (Italie)
- 2002 : Foreign Bodies Xavier Hufkens, Bruxelles (Belgique)
- 2002-2003 : Field For THe British Isles British Museum, Londres (Royaume-Uni)
- 2002-2003 : Antony Gormley : Sculpture Centro Galego De Arte Contemporanea, Saint-Jacques-de-Compostelle (Espagne)

### 2003
- 2003 : Standing Matter Galerie Thaddaeus Ropac, Salzbourg (Autriche)
- 2003 : Antony Gormley Baltic Centre For Contemporary Art, Gateshead (Royaume-Uni)
- 2003-2004 : Asian Field Tour (divers pays asiatiques)

### 2004
- 2004 : Domain Field, The Great Hall, Winchester (Royaume-Uni)
- 2004 : Mass And Empathy, Fundaçao Calouste Gulbenkian, Lisbonne (Portugal)
- 2004 : Clearing, White Cube, Londres (Royaume-Uni)
- 2004 : Field For The British Isles, Gloucester Cathedral, Gloucester (Royaume-Uni)
- 2004 : Clearing, Galerie Nordenhake, Berlin (Allemagne)
- 2004 : Asian Field, Johnan High School, Tokyo (Japon)
- 2004-2005 : Antony Gormley, Tate Britain, Londres (Royaume-Uni)
- 2004-2005 : Unform, Yale Centre For British Art, New Haven (États-Unis)

### 2005
- 2005 : New Works, Sean Kelly Gallery, New York (États-Unis)
- 2005 : Certain Made Places, Koyanagi Gallery, Tokyo (Japon)
- 2005 : Field For The British Isles, Longside Gallery, Yorkshire Sculpture Park, Yorkshire (Royaume-Uni)
- 2005 : Inside Australia, Anna Schwartz Gallery, Melbourne (Australie)
- 2005 : Asian Field, ICA Singapore, Singapour (République de Singapour)
- 2005-2006 : Another Place, Crosby Beach, Merseyside (Royaume-Uni)

### 2006
- 2006 : Altered States, Galleria Mimmo Scognamiglio, Naples (Italie)
- 2006 : Breathing Room, Galerie Ropac, Paris (France)
- 2006 : Time Horizon, Parco Archeologico Di Scolacium, Roccelletta Di Borgia, Catanzaro (Italie)
- 2006 : You And Nothing, Xavier Hufkens, Bruxelles (Belgique)
- 2006-2007 : Critical Mass, Museo d'Arte Contemporanea Donna Regina Napoli (Madre), Naples (Italie)

### 2007
- 2007 : Blind Light, The Hayward Gallery, Londres (Royaume-Uni)
- 2007 : Spacetime, Galleria Mimmo Scognamiglio, Naples (Italie)
- 2007 : Bodies in Space, Georg Kolbe Museum, Berlin (Allemagne)
- 2007 : Blind Light, Sean Kelly Gallery, New York (États-Unis)
- 2007 : Feeling Material, Deutscher Bundestag Gallery, Berlin (Allemagne)
- 2007 : Ataxia, Anna Schwartz Gallery, Melbourne (Australie)

### 2008
- 2008 : Firmament, White Cube Mason's Yard, Londres (Royaume-Uni)
- 2008 : Acts, States, Times, Perspectives, Édition Copenhagen, Copenhague (Danemark)
- 2008 : Another Singularity, Galleri Andersson Sandström, Umea (Suède)
- 2008 : Antony Gormley Drawings 1981-2001, Galerie Thaddaeus Ropac, Paris (France)
- 2008 : Between You & Me, Kunsthal, Rotterdam (Pays-Bas)
- 2008-2009 : Between You & Me, Musée d'art moderne de Saint-Étienne, Saint-Étienne (France)
- 2008-2009 : Antony Gormley, Museo de Arte Contemporaneo, Monterrey (Mexique)

### 2009
- 2009 : Clay And The Collective Body, Helsinki (Finlande)
- 2009 : Ataxia II, Galerie Thaddaeus Ropac, Salzbourg (Autriche)
- 2009 : Field For The British Isles, Torre Abbey, Torquay (Royaume-Uni)
- 2009 : Domain Field, Garage Centre For Contemporary Culture, Moscou (Russie)
- 2009 : Between You & Me, Artium, Vitoria (Espagne)
- 2009 : Antony Gormley, Kunsthaus Bregenz, Bregenz (Autriche)
- 2009 : One & Other, Fourth Plinth Commission, Trafalgar Square, Londres (Royaume-Uni)
- 2009 : Aperture, Xavier Hufkens, Bruxelles (Belgique)
- 2009 : Lot, Castle Cornet, Guernsey (Iles Anglo-Normandes)
- 2009-2010 : Antony Gormley, Antiguo Colegio de San Ildefonso, Mexico City (Mexique)
- 2009-2010 : Another Singularity, Galleria Continua Beijing, Pékin (Chine)

### 2010

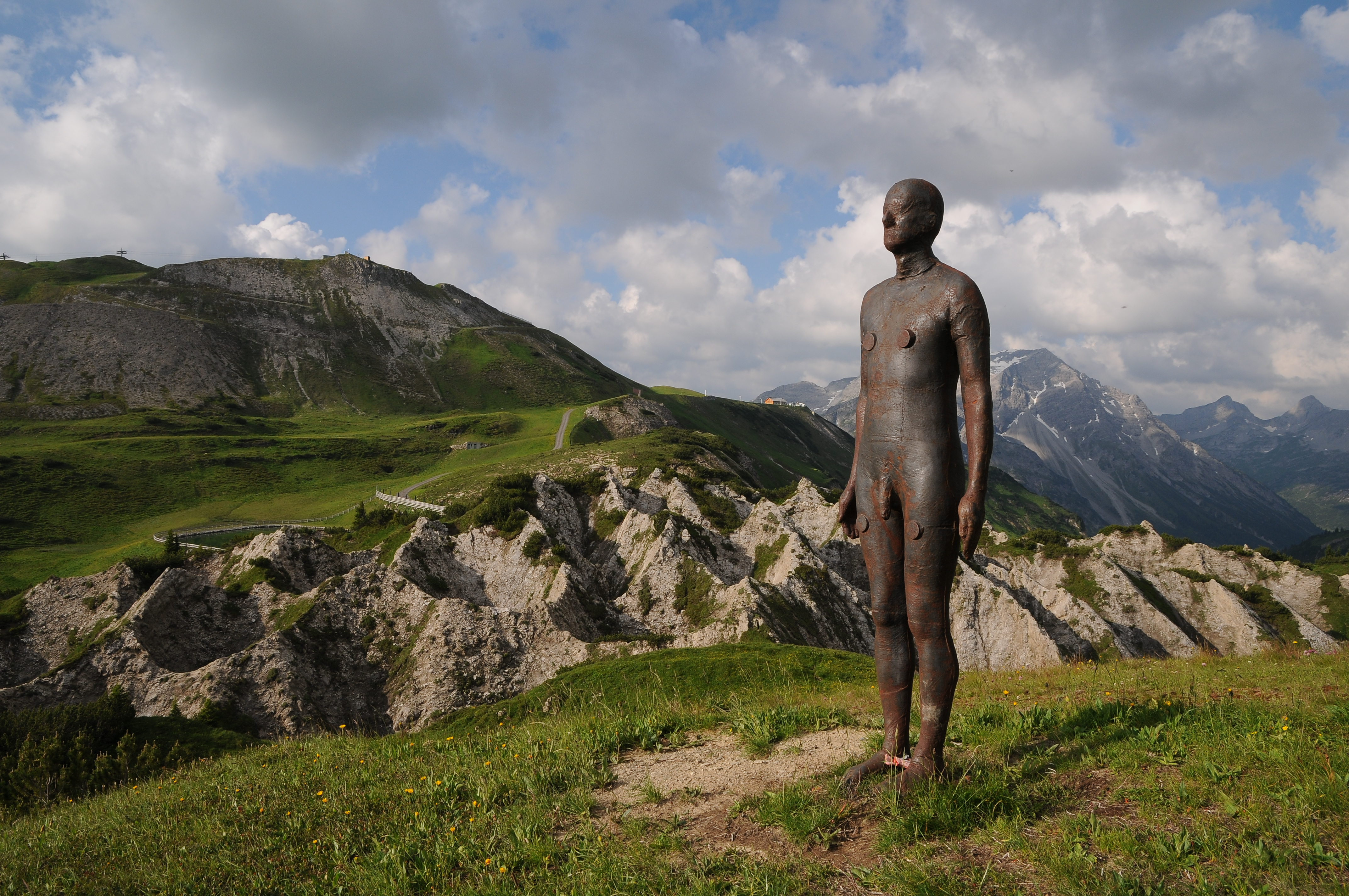
Exposition Horizon Fields. Photo juin 2011.

- 2010 : Breathing Room II, Sean Kelly Gallery, New York (États-Unis)
- 2010 : Test Sites, White Cube (Mason's Yard), Londres (Royaume-Uni)
- 2010 : FlareII, St. Paul’s Cathedral, Londres (Royaume-Uni)
- 2010 : Firmament IV, Anna Schwartz Gallery, Sydney (Australie)
- 2010 : Critical Mass, De La Warr Pavilion, Bexhill-on-Sea (Royaume-Uni)
- 2010 : Horizon Field, Voralberg (Autriche)
- 2010 : Drawing Space, MACRO, Rome (Italie)

### 2011
- 2011 : MEMES, Anna Schwartz Gallery, Melbourne (Australie)
- 2011 : For the time being, Galerie Thaddaeus Ropac, Paris (France)
- 2011 : Flare II, Salisbury Cathedral, Salisbury (Royaume-Uni)
- 2011 : Two States, Harewood House, Yorkshire (Royaume-Uni)
- 2011 : Still Standing, The State Hermitage Museum, St Petersburg (Russie)
- 2011 : Space Station and Other Instruments, Galleria Continua Le Moulin (France)

## Distinctions et honneurs
- Officier de l'ordre de l'Empire britannique (OBE - 1997)[6]
- Membre de la Royal Academy (RA - 2003)[7]